# لولس لئون
لولس لئون (انگلیسی: Loles León؛ زادهٔ ۱ اوت ۱۹۵۰) بازیگر اهل اسپانیا است.
از فیلم‌ها یا برنامه‌های تلویزیونی که وی در آن نقش داشته است، می‌توان به از سپیده‌دم هوسش را کرده است، فرار مغزها، با او حرف بزن، دختر رؤیاهای شما، ملکه اسپانیا و دردسر قریب‌الوقوع اشاره کرد.